# Johannette Wilhelmine von Nassau-Idstein

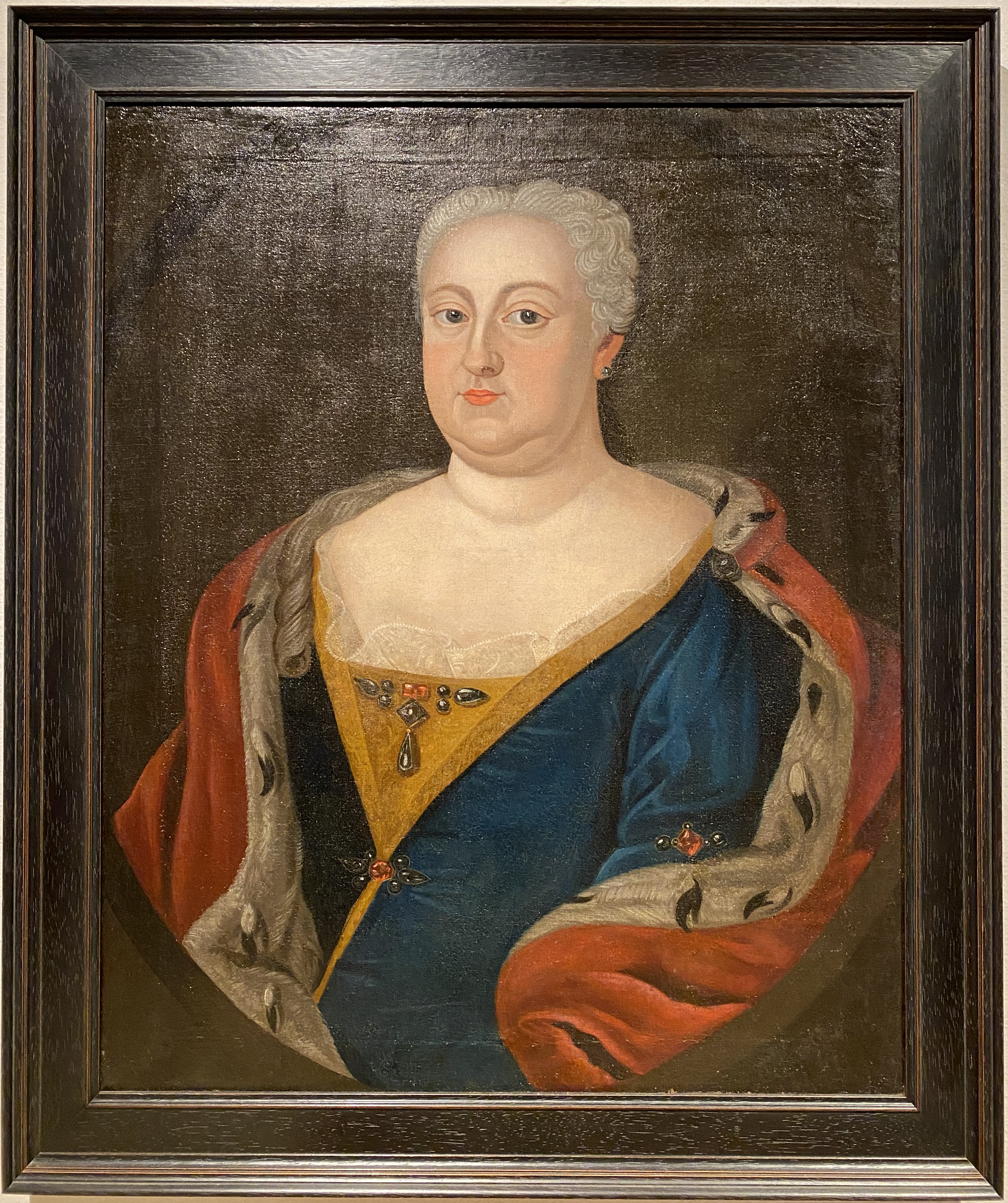
Porträtgemälde von Johannette Wilhelmine von Nassau-Idstein

Johannette Wilhelmine von Nassau-Idstein (* 14. September 1700 in Idstein; † 2. Juni 1756 in Brake) war die Ehefrau des regierenden Grafen Simon Henrich Adolf zur Lippe (1694–1734) und brachte das lutherische Bekenntnis nach Detmold mit. Als Witwe führte sie von 1734 bis 1747 die vermundschaftliche Regentschaft für ihren 1727 geborenen Sohn Simon August.

## Leben
Johannette Wilhelmine war das achte Kind von Fürst Georg August von Nassau-Idstein (1665–1721) und Henriette Dorothea, geb. Prinzessin von Oettingen (1672–1728) und war wie ihre Eltern lutherisch erzogen. Ihre Mutter war eine Tochter des 1674 gefürsteten Grafen Albrecht Ernst I. zu Oettingen-Oettingen (1642–1683). Fürst Albrecht Ernst II. zu Oettingen-Oettingen (1669–1731) war der Bruder ihrer Mutter. Eberhardine Sophie von Oettingen-Oettingen war eine Schwester der Mutter und mit Fürst Christian Eberhard von Ostfriesland verheiratet, welcher durch seine Mutter auch ein Vetter von Johanette Wilhelmines Mutter war. Durch sie war Johannette  Wilhelmine eine Cousine des Fürsten Georg Albrecht von Ostfriesland. Eine weitere Tante mütterlicherseits war Christine Luise von Oettingen-Oettingen, verheiratete Herzogin von Braunschweig-Wolfenbüttel, Fürstin von Blankenburg. Durch sie war Johannette Wilhelmine auch eine Cousine der Kaiserin Elisabeth Christine und der Zarewna Charlotte Christine.
Am 6. Oktober 1719 heiratete sie Simon Henrich Adolf zur Lippe in Biebrich. Im Ehevertrag wurde festgelegt, dass sie sich einen lutherischen Seelsorger wählen kann, der ihr für Seelsorge, Gottesdienste und Sakramente zur Verfügung stehen soll. Als Hofprediger brachte sie den lutherischen Pastor Johann Konradt Stein aus Erbenheim bei Idstein mit. Nachdem die Gottesdienstgemeinde nicht mehr in ihren Räumen im Detmolder Schloss genügend Platz gefunden hatten, erlaubte ihr Mann ihr, die Klosterkirche in der Schülerstraße ab dem 1. Januar 1721 für Gottesdienste zu nutzen. Johannette Wilhelmine leitete eine Spendenaktion zugunsten der lutherischen Gemeinde in Detmold ein. Sie erwarb den großen Adelshof der Herren von der Borch in der Schülerstraße für 22000 Taler, zu dem Ländereien um Detmold und in Steinheim und Sandebeck gehörten und schenkte ihn am 1. Mai 1729 der lutherischen Gemeinde. Um den Kauf zu finanzieren, verkaufte sie 1730 Juwelen aus ihrem Privatbesitz in Amsterdam. Nach dem Tod ihres Mannes zog sie sich 1734 auf Schloss Brake zurück.